# Гильдебрандт, Рихард
Рихард Герман Гильдебрандт (нем. Richard Hermann Hildebrandt; 13 марта 1897, Вормс, Германская империя — 10 марта 1951, Быдгощ, ПНР) — немецкий политический деятель, обергруппенфюрер СС, генерал войск СС и полиции, начальник главного управления СС по вопросам расы и поселения, руководитель СС и полиции в Данциге и Западной Пруссии. После окончания Второй мировой войны был осуждён за военные преступления и казнён.

## Биография
Рихард Гильдебрандт родился 13 марта 1897 года в семье фабриканта Альберта Гильдебрандта (1866—1939) и его супруги Маргариты Кристины Дост (ум. в 1927). Посещал гимназии в Вормсе, Франкфурте-на-Майне и Дорстене. В мае 1915 года экстерном окончил школу и записался добровольцем в 22-й прусский артиллерийский пехотный полк. В качестве артиллерийского наблюдателя воевал на Восточном и Западных фронтах. В феврале 1918 года был произведён в лейтенанты и стал командиром артиллерийской батареи. После демобилизации в ноябре 1918 году работал на керамической фабрике своего отца. С 1919 по 1921 год изучал в Мюнхене и Кёльне политэкономию, иностранные языки и историю искусств, но обучение не окончил. Гильдебрандт работал банковским клерком в разных городах.
В августе 1922 года вступил в НСДАП в Бад-Виндсхайме. В июне 1923 года стал членом Штурмовых отрядов (СА). В ноябре 1923 года провел через Нюрнберг подразделение штурмовиков для поддержки Пивного путча. После запрета нацистской партии в 1924 году вступил в добровольческий корпус Оберланд.
В марте 1928 года эмигрировал в США. В Нью-Йорке работал садовником, ремесленником и в немецком книжном магазине. 1 июня 1928 года повторно вступил в нацистскую партию (билет № 89221). В мае 1930 года вернулся в Германию. В 1930 году стал партийным руководителем округа Виндсхайм. В это же время его отец занимал должность бургомистра Виндсхайма. В феврале 1931 года перешел из СА в ряды СС (№ 7088). Гильдебрандт стал штабным офицером и адъютантом начальника охраны Гитлера Йозефа Дитриха.
24 июня 1931 года стал начальником роты в штабе абшнита СС в Мюнхене. С 14 августа 1931 по 1 июля 1932 года Гильдебрандт также был  начальником штаба и адъютантом командира бригады СС «Юг» в Мюнхене. 30 января 1933 года был переведен в группировку СС «Запад». 9 ноября 1933 года стал начальником абшнита 21-го СС в Гёрлице. Во время Ночь длинных ножей по приказу Гильдебрандта были убиты четыре еврея из города Хиршберг и двое рабочих из Ландесхута. 15 апреля 1935 года стал начальником 11-го абшнита СС в Висбадене. 1 января 1937 года стал руководителем оберабшнита СС «Рейн».
1 апреля 1939 года стал высшим руководителем СС и полиции «Рейн». Эту должность Гильдебрандт занимал до сентября 1939 года. 21 сентября 1939 года Гильдебрандт был назначен высшим руководителем СС и полиции «Висла», в состав которой входили Данциг и аннексированные у Польши территории, образованные в гау Данциг-Западная Пруссия. 9 ноября 1939 года он также стал руководителем оберабшнита СС «Висла».
Практически сразу после вступления в должность Гильдербрандт начал проводить нацистскую расовую политику, которая включала в себя преследование евреев и этнических поляков. В октябре 1939 года по его приказу были убиты 1400 психически больных людей в Восточном Поморье, включая пациентов психиатрической больницы в Свеце, и еще около 2000 психически больных пациентов из больницы в Кочборово. На территории, подведомственной Гильдебрандта, проходили операции, в ходе которых были уничтожены представители польской интеллигенции. В числе таких операций было массовое убийство под Пяшницей и в Быдгоще.  По его инициативе был создан концлагерь Штуттгоф под Данцигом. В мае и июне 1940 года Гильдебрандт недолго служил в войсках СС и принимал участие во Французской кампании. С апреля 1940 по июль 1942 года был председателем Народной судебной палаты. Гильдебрандт также являлся заместителем рейхсфюрера СС Генриха Гиммлера по району «Висла» в качестве имперского комиссара по консолидации германского народа. На этом посту он отвечал за проведении политики германизации в районе Данциг-Западная Пруссия.
20 апреля 1943 года Гильдебрандт возглавил главное управление СС по делам расы и поселений СС со штаб-квартирой в Берлине и занимал эту должность до окончания войны. Изначально в задачи этого управления входило обеспечение расовой чистоты членов СС, однако позже ведомство в сотрудничестве с Фольксдойче Миттельштелле занималось германизацией оккупированных территорий Восточной Европы, переселяя немецкое население на оккупированные территории после насильственного перемещения и депортации коренных жителей с этих земель. Гильдебрандт также отвечал за проведение расовых тестов среди населения оккупированных территорий с целью расового отбора.
С 25 декабря 1943 года занимал должность высшего руководителя СС и полиции на Чёрном море. Организовал добровольческую бригаду из крымских татар и полицейский полк из бывших охранных команд, а также успешно вел борьбу с партизанами в Крыму. 1 декабря 1944 года ему было присвоено звание генерала войск СС и полиции. 26 февраля 1945 года стал высшим руководителем СС и полиции «Юго-Восток». В апреле 1945 года сменил Карла Германа Франка на должности высшего руководителя СС и полиции в Богемии и Моравии со штаб-квартирой в Праге.
После окончания войны скрывался в Висбадене под чужим именем, где был арестован 24 декабря 1945 года американской военной полицией. Гильдебрандт содержался в лагерь для интернированных в Регенсбурге и потом был доставлен в военную тюрьму в Нюрнберге. Он был привлечен к суду в рамках Нюрнбергского процесса по делу о расовых преступлениях, проведенного военным трибуналом США  с 20 октября 1947 года по 10 марта 1948 года
По итогам процесса он был признан виновным и приговорен к 25 годам тюремного заключения за военные преступления, преступления против человечества и членство в преступных организациях. Гильдебрандту вменялось  похищение иностранных детей, принудительные аборты у восточных работниц, изъятие детей у восточных работниц, незаконные и несправедливые наказания за половую связь с немцами, препятствование деторождению граждан вражеских государств, принудительная эвакуация и переселение иностранного населения, принудительная натурализация граждан иностранных государств, использование иностранных граждан на принудительных работах, а также членство в СС.
Впоследствии Гильдебрандт был экстрадирован в Польшу. С 8 октября по 4 ноября 1949 года в Быдгоще над ним и Максом Хенце проходил судебный процесс. 4 ноября 1949 года за преступления, совершенные в Данциге и Западной Пруссии, был приговорён к смертной казни. 25 ноября 1950 года приговор были оставлены в силе верховным судом Польши в Варшаве. В своем прошении о помиловании Гильдебрандт не признал своей вины и заявил: «Я могу поклясться своей честью, что моя совесть чиста». Президент Польши Болеслав Берут отклонил прошение о помиловании и 3 декабря 1950 года утвердил приговор. 10 марта 1951 года приговор был приведен в исполнение в тюрьме Быдгоща.